# Chavannes-près-Renens
Chavannes-près-Renens är en ort och  kommun i distriktet Ouest lausannois  i kantonen Vaud, Schweiz. Kommunen har 9 311 invånare (2023).